# Севко, Болеслав Иванович
Болеслав Иванович Севко (15 мая 1940, деревня Мижеричи, Зельвенский район, Гродненская область — 2 июня 2002) — белорусский актер, Заслуженный артист Белорусской ССР (1976). Награждён орденом Франциска Скорины (2002).

## Биография
Родился в семье крестьянина. В 1961 году был принят в Белорусский государственный театрально-художественный институт на актерский факультет. Его педагогом был профессор, народный артист БССР Д. А. Орлов. После окончания института в 1965 году — актер театра имени Я. Коласа г. Витебска.
На протяжении многих лет — исполнитель разноплановых ролей: Толик («Война под крышами» А. Адамовича), Юрка («Таблетку под язык» А. Макаёнка), Володько («Трибунал» А. Макаёнка), Колесов («Прощание в июне» А. Вампилова), Владимир («Чужой» Л. Никоненко), сын («Затюканный апостол» А. Макаёнка) и других.
Возглавлял коллектив пантомимы, которому присвоено звание «Народный». На 12-м и 13-м Международных фестивалях пантомимы в г.. Брно (Чехия) коллектив занимал первые места в номинациях: соло, дуэт и трио в групповом выступлении с короткой программой.